# Vladimir Barnașov
Vladimir Barnașov (n. 26 februarie 1951, Muromtsevsky District⁠(d), RSFS Rusă, URSS) este un biatlonist ce a reprezentat Uniunea Sovietică, medaliat olimpic. A participat la o ediție a Jocurilor Olimpice (1980) în care a câștigat o medalie de aur.

## Participări
Lista de mai jos prezintă principalele competiții la care a participat Vladimir Barnașov de-a lungul carierei.
- biathlon at the 1980 Winter Olympics – relay[*]